# Ефремов-3
Ефремов — бывший военный аэродром в Ефремовском районе Тульской области. Вблизи аэродрома находится посёлок Восточный (ранее военный городок Ефремов-3, где находились несколько воинских частей, проживали лётчики, техники, инженеры, военнослужащие частей обеспечения и их семьи).
Взлётно-посадочная полоса аэродрома была способна принимать самолёты Ил-76, Ан-22 и более лёгкие. В 1990-е годы аэродром принял около двадцати самолётов Ил-76 с беженцами (турки-месхетинцы) на борту.
26 февраля 2010 года губернатор Тульской области В. Д. Дудка озвучил намерение восстанавливать авиасообщения в Тульской области, в том числе и восстановление аэродрома в посёлке Восточный Ефремовского района. С 2010 года выполняются работы по демонтажу и вывозу железобетонных плит с ВПП и рулёжных дорожек.

## История

### Эпоха военных самолётов
Аэродром Ефремов (разговорное название — «Объект») был построен в начале 50-х годов. Здесь базировался 191-й истребительный авиационный полк (ИАП) Московского округа ПВО. Изначально полк имел на вооружении истребители-перехватчики МиГ-17 и МиГ-19. В 1963 году Су-9, затем, в 1965 году, были получены истребители-перехватчики Су-11. В первой половине 1980-х годов в 191-й ИАП поступили 38 самолётов МиГ-23П, которые и составляли вооружение полка вплоть до момента его расформирования в 1994 году.

## Эпоха военных вертолётов
Вскоре после расформирования 191-го ИАП на аэродроме был расквартирован 239-й отдельный гвардейский вертолётный Белгородский Краснознамённый полк, выведенный из Германской Демократической Республики. Основными единицами вооружения полка были вертолёты Ми-6 и Ми-8МТ. 4 марта 1998 года вертолётный полк был расформирован. Часть вертолётов была порезана на лом, часть переброшена в Тулу и другие города.

## Современное состояние
По состоянию на 2011 год, объекты военного назначения практически все полностью или частично разрушены. Бывшая казарма авиационного полка отведена под школу (муниципальное общеобразовательное учреждение «Военногородская Средняя общеобразовательная школа № 18»). Квартиры в ДОСах (дом офицерского состава) администрацией Ефремовского района распределены среди особо нуждающихся в жилой площади семей и семей работников муниципальных предприятий (врачей, педагогов, милиционеров).

## Перспективы
26 февраля 2010 года губернатор Тульской области В. Д. Дудка на выездном совещании озвучил намерение восстанавливать аэропорты в Тульской области. Среди перечисленных были указаны тульские Мясново (Маслово) и Клоково, а также аэродром Ефремов-Восточный (бывший Ефремов-3).
9 июля 2010 года опубликовано постановление губернатора Тульской области № 38-пг «О координационном совете при губернаторе Тульской области по вопросам возрождения и развития авиационной инфраструктуры в Тульской области».
10 марта 2011 года ГТРК «Тула» привело информацию о том, что на аэродромах Тульской области будут проводиться восстановительные работы.
25 мая состоялось подписание Меморандума о намерении в развитии транспортной системы пассажирских и грузовых авиаперевозок, выполнении авиационных работ (услуг) на базе аэропортовой (аэродромной) инфраструктуры между администрацией Тульской области и ОАО "Концерн «Авиаприборостроение». По словам губернатора Тульской области В. Д. Дудки, подписание Меморандума является этапом в развитии региональной авиации и создании мультимодального транспортного центра в аэропорту «Ефремов», строительства на тульской земле первого в России грузового аэропорта типа ХАБа, соответствующего всем международным требованиям.
Губернатор Тульской области Владимир Груздев на встрече с президентом РФ Дмитрием Медведевым, 23 апреля 2012 года заявил: «… эта точка очень эффективна для кроссполярных перелетов. Тут можно построить удобный и экономичный грузовой хаб, тем более что ближайший такой порт есть только в Китае. Сейчас мы с Минэкономразвития и Минтрансом прорабатываем возможность привлечения инвесторов для реконструкции полосы и строительства транспортной инфраструктуры прежде всего для международных грузовых перевозок…».
В ноябре 2014 года губернатор Груздев заявил, что с учётом изменившейся внешнеполитической обстановки перспектив по работе аэропорта в Ефремове нет.

## Происшествия
27 марта 2007 года на аэродроме Ефремов-3 поднялся в воздух частный дельтаплан, который почти сразу же упал. Управляющий им житель Ефремова с тяжелыми травмами был доставлен в больницу, где от полученных травм скончался.

## Легенды
У местного населения существует уверенность, что аэродром Ефремов-3 был одним из запасных аэродромов для посадки космоплана советской многоразовой транспортной космической системы «Буран». Однако документальных данных об этом не существует.